# Henrik Ojamaa
Henrik Ojamaa (Tallinn, 20 maggio 1991) è un calciatore estone, attaccante del Paide e della nazionale estone.

## Carriera

### Club
Il 6 giugno 2013 il giocatore passa al Legia Varsavia, con cui firma un contratto triennale.

### Nazionale
Ha giocato con le nazionali giovanili estoni Under-17, Under-19 ed Under-21.
Nel 2012 ha esordito nella nazionale maggiore estone.

## Statistiche

### Cronologia presenze e reti in nazionale
| Cronologia completa delle presenze e delle reti in nazionale ― Estonia | Cronologia completa delle presenze e delle reti in nazionale ― Estonia | Cronologia completa delle presenze e delle reti in nazionale ― Estonia | Cronologia completa delle presenze e delle reti in nazionale ― Estonia | Cronologia completa delle presenze e delle reti in nazionale ― Estonia | Cronologia completa delle presenze e delle reti in nazionale ― Estonia | Cronologia completa delle presenze e delle reti in nazionale ― Estonia | Cronologia completa delle presenze e delle reti in nazionale ― Estonia |
| Data                                                                   | Città                                                                  | In casa                                                                | Risultato                                                              | Ospiti                                                                 | Competizione                                                           | Reti                                                                   | Note                                                                   |
| ---------------------------------------------------------------------- | ---------------------------------------------------------------------- | ---------------------------------------------------------------------- | ---------------------------------------------------------------------- | ---------------------------------------------------------------------- | ---------------------------------------------------------------------- | ---------------------------------------------------------------------- | ---------------------------------------------------------------------- |
| 25-2-2012                                                              | Pola                                                                   | Croazia                                                                | 3 – 1                                                                  | Estonia                                                                | Amichevole                                                             | -                                                                      | 58’                                                                    |
| 1-6-2012                                                               | Tartu                                                                  | Estonia                                                                | 1 – 2                                                                  | Finlandia                                                              | Amichevole                                                             | -                                                                      | 81’                                                                    |
| 3-6-2012                                                               | Tartu                                                                  | Estonia                                                                | 1 – 0                                                                  | Lituania                                                               | Amichevole                                                             | -                                                                      | 80’                                                                    |
| 5-6-2012                                                               | Le Mans                                                                | Francia                                                                | 4 – 0                                                                  | Estonia                                                                | Amichevole                                                             | -                                                                      | 61’                                                                    |
| 15-8-2012                                                              | Tallinn                                                                | Estonia                                                                | 1 – 0                                                                  | Polonia                                                                | Amichevole                                                             | -                                                                      | 45’                                                                    |
| 7-9-2012                                                               | Tallinn                                                                | Estonia                                                                | 0 – 2                                                                  | Romania                                                                | Qual. Mondiali 2014                                                    | -                                                                      | 45’                                                                    |
| 12-10-2012                                                             | Tallinn                                                                | Estonia                                                                | 0 – 1                                                                  | Ungheria                                                               | Qual. Mondiali 2014                                                    | -                                                                      | 52’                                                                    |
| 16-10-2012                                                             | Andorra La Vella                                                       | Andorra                                                                | 0 – 1                                                                  | Estonia                                                                | Qual. Mondiali 2014                                                    | -                                                                      | 83’                                                                    |
| 6-2-2013                                                               | Aberdeen                                                               | Scozia                                                                 | 1 – 0                                                                  | Estonia                                                                | Amichevole                                                             | -                                                                      | 73’                                                                    |
| 22-3-2013                                                              | Amsterdam                                                              | Paesi Bassi                                                            | 3 – 0                                                                  | Estonia                                                                | Qual. Mondiali 2014                                                    | -                                                                      | 77’                                                                    |
| 14-8-2013                                                              | Tallinn                                                                | Estonia                                                                | 1 – 1                                                                  | Lettonia                                                               | Amichevole                                                             | -                                                                      | 63’                                                                    |
| 6-9-2013                                                               | Tallinn                                                                | Estonia                                                                | 2 – 2                                                                  | Paesi Bassi                                                            | Qual. Mondiali 2014                                                    | -                                                                      | 90’                                                                    |
| 10-9-2013                                                              | Budapest                                                               | Ungheria                                                               | 5 – 1                                                                  | Estonia                                                                | Qual. Mondiali 2014                                                    | -                                                                      | 45’                                                                    |
| 11-10-2013                                                             | Tallinn                                                                | Estonia                                                                | 0 – 2                                                                  | Turchia                                                                | Qual. Mondiali 2014                                                    | -                                                                      | 75’                                                                    |
| 15-10-2013                                                             | Bucarest                                                               | Romania                                                                | 2 – 0                                                                  | Estonia                                                                | Qual. Mondiali 2014                                                    | -                                                                      | 59’                                                                    |
| 15-11-2013                                                             | Tallinn                                                                | Estonia                                                                | 2 – 1                                                                  | Azerbaigian                                                            | Amichevole                                                             | -                                                                      | 55’                                                                    |
| 4-6-2014                                                               | Reykjavík                                                              | Islanda                                                                | 1 – 0                                                                  | Estonia                                                                | Amichevole                                                             | -                                                                      | 73’                                                                    |
| 4-9-2014                                                               | Stoccolma                                                              | Svezia                                                                 | 2 – 0                                                                  | Estonia                                                                | Amichevole                                                             | -                                                                      | 45’                                                                    |
| 9-10-2014                                                              | Vilnius                                                                | Lituania                                                               | 1 – 0                                                                  | Estonia                                                                | Qual. Euro 2016                                                        | -                                                                      | 64’                                                                    |
| 12-10-2014                                                             | Tallinn                                                                | Estonia                                                                | 0 – 1                                                                  | Inghilterra                                                            | Qual. Euro 2016                                                        | -                                                                      | 80’                                                                    |
| 12-11-2014                                                             | Oslo                                                                   | Norvegia                                                               | 0 – 1                                                                  | Estonia                                                                | Amichevole                                                             | -                                                                      | 81’                                                                    |
| 15-11-2014                                                             | Serravalle                                                             | San Marino                                                             | 0 – 0                                                                  | Estonia                                                                | Qual. Euro 2016                                                        | -                                                                      | 62’                                                                    |
| 27-3-2015                                                              | Lucerna                                                                | Svizzera                                                               | 3 – 0                                                                  | Estonia                                                                | Qual. Euro 2016                                                        | -                                                                      | 56’                                                                    |
| 7-10-2016                                                              | Tallinn                                                                | Estonia                                                                | 4 – 0                                                                  | Gibilterra                                                             | Qual. Mondiali 2018                                                    | -                                                                      | 65’                                                                    |
| 13-11-2016                                                             | Bruxelles                                                              | Belgio                                                                 | 8 – 1                                                                  | Estonia                                                                | Qual. Mondiali 2018                                                    | -                                                                      | 85’                                                                    |
| 25-3-2017                                                              | Nicosia                                                                | Cipro                                                                  | 0 – 0                                                                  | Estonia                                                                | Qual. Mondiali 2018                                                    | -                                                                      | 65’                                                                    |
| 9-6-2017                                                               | Tallinn                                                                | Estonia                                                                | 0 – 2                                                                  | Belgio                                                                 | Qual. Mondiali 2018                                                    | -                                                                      | 79’                                                                    |
| 30-5-2018                                                              | Rakvere                                                                | Estonia                                                                | 2 – 0                                                                  | Lituania                                                               | Amichevole                                                             | 1                                                                      | 81’                                                                    |
| 2-6-2018                                                               | Riga                                                                   | Lettonia                                                               | 1 – 0                                                                  | Estonia                                                                | Amichevole                                                             | -                                                                      | 71’                                                                    |
| 8-9-2018                                                               | Tallinn                                                                | Estonia                                                                | 0 – 1                                                                  | Grecia                                                                 | UEFA Nations League 2018-2019 - 1º Turno                               | -                                                                      | 80’                                                                    |
| 11-9-2018                                                              | Turku                                                                  | Finlandia                                                              | 1 – 0                                                                  | Estonia                                                                | UEFA Nations League 2018-2019 - 1º Turno                               | -                                                                      |                                                                        |
| 12-10-2018                                                             | Tallinn                                                                | Estonia                                                                | 0 – 1                                                                  | Finlandia                                                              | UEFA Nations League 2018-2019 - 1º Turno                               | -                                                                      | 53’                                                                    |
| 15-10-2018                                                             | Tallinn                                                                | Estonia                                                                | 3 – 3                                                                  | Ungheria                                                               | UEFA Nations League 2018-2019 - 1º Turno                               | -                                                                      |                                                                        |
| 15-11-2018                                                             | Budapest                                                               | Ungheria                                                               | 2 – 0                                                                  | Estonia                                                                | UEFA Nations League 2018-2019 - 1º Turno                               | -                                                                      | 61’                                                                    |
| 18-11-2018                                                             | Atene                                                                  | Grecia                                                                 | 0 – 1                                                                  | Estonia                                                                | UEFA Nations League 2018-2019 - 1º Turno                               | -                                                                      | 86’ 90’                                                                |
| 21-3-2019                                                              | Belfast                                                                | Irlanda del Nord                                                       | 2 – 0                                                                  | Estonia                                                                | Qual. Euro 2020                                                        | -                                                                      | 68’                                                                    |
| 26-3-2019                                                              | Gibilterra                                                             | Gibilterra                                                             | 0 – 1                                                                  | Estonia                                                                | Amichevole                                                             | -                                                                      | 78’                                                                    |
| 11-6-2019                                                              | Magonza                                                                | Germania                                                               | 8 – 0                                                                  | Estonia                                                                | Qual. Euro 2020                                                        | -                                                                      | 71’                                                                    |
| 6-9-2019                                                               | Tallinn                                                                | Estonia                                                                | 1 – 2                                                                  | Bielorussia                                                            | Qual. Euro 2020                                                        | -                                                                      | 86’                                                                    |
| 9-9-2019                                                               | Tallinn                                                                | Estonia                                                                | 0 – 4                                                                  | Paesi Bassi                                                            | Qual. Euro 2020                                                        | -                                                                      | 85’                                                                    |
| 10-10-2019                                                             | Minsk                                                                  | Bielorussia                                                            | 0 – 0                                                                  | Estonia                                                                | Qual. Euro 2020                                                        | -                                                                      | 89’                                                                    |
| 13-10-2019                                                             | Tallinn                                                                | Estonia                                                                | 0 – 3                                                                  | Germania                                                               | Qual. Euro 2020                                                        | -                                                                      | 77’                                                                    |
| 19-11-2019                                                             | Amsterdam                                                              | Paesi Bassi                                                            | 5 – 0                                                                  | Estonia                                                                | Qual. Euro 2020                                                        | -                                                                      | 83’                                                                    |
| 5-9-2020                                                               | Tallinn                                                                | Estonia                                                                | 0 – 1                                                                  | Georgia                                                                | UEFA Nations League 2020-2021 - 1º Turno                               | -                                                                      | 53’                                                                    |
| 4-6-2021                                                               | Helsinki                                                               | Finlandia                                                              | 0 – 1                                                                  | Estonia                                                                | Amichevole                                                             | -                                                                      | 65’                                                                    |
| 10-6-2021                                                              | Tallinn                                                                | Estonia                                                                | 2 – 1                                                                  | Lettonia                                                               | Amichevole                                                             | -                                                                      | 85’                                                                    |
| 8-10-2021                                                              | Tallinn                                                                | Estonia                                                                | 2 – 0                                                                  | Bielorussia                                                            | Qual. Mondiali 2022                                                    | -                                                                      | 81’                                                                    |
| 11-10-2021                                                             | Tallinn                                                                | Estonia                                                                | 0 – 1                                                                  | Galles                                                                 | Qual. Mondiali 2022                                                    | -                                                                      | 76’                                                                    |
| 13-11-2021                                                             | Bruxelles                                                              | Belgio                                                                 | 3 – 1                                                                  | Estonia                                                                | Qual. Mondiali 2022                                                    | -                                                                      | 60’                                                                    |
| 16-11-2021                                                             | Praga                                                                  | Rep. Ceca                                                              | 2 – 0                                                                  | Estonia                                                                | Qual. Mondiali 2022                                                    | -                                                                      | 61’                                                                    |
| 24-3-2022                                                              | Tallinn                                                                | Estonia                                                                | 0 – 0                                                                  | Cipro                                                                  | UEFA Nations League 2020-2021 - Play-out                               | -                                                                      |                                                                        |
| 29-3-2022                                                              | Nicosia                                                                | Cipro                                                                  | 2 – 0                                                                  | Estonia                                                                | UEFA Nations League 2020-2021 - Play-out                               | -                                                                      |                                                                        |
| 23-9-2022                                                              | Tallinn                                                                | Estonia                                                                | 2 – 1                                                                  | Malta                                                                  | UEFA Nations League 2022-2023 - 1º Turno                               | -                                                                      | 77’                                                                    |
| 26-9-2022                                                              | Serravalle                                                             | San Marino                                                             | 0 – 4                                                                  | Estonia                                                                | UEFA Nations League 2022-2023 - 1º Turno                               | -                                                                      |                                                                        |
| 8-1-2023                                                               | Albufeira                                                              | Islanda                                                                | 1 – 1                                                                  | Estonia                                                                | Amichevole                                                             | -                                                                      | 63’                                                                    |
| 12-1-2023                                                              | Albufeira                                                              | Finlandia                                                              | 0 – 1                                                                  | Estonia                                                                | Amichevole                                                             | -                                                                      | 51’                                                                    |
| 23-3-2023                                                              | Budapest                                                               | Ungheria                                                               | 1 – 0                                                                  | Estonia                                                                | Amichevole                                                             | -                                                                      | 45’                                                                    |
| 27-3-2023                                                              | Linz                                                                   | Austria                                                                | 2 – 1                                                                  | Estonia                                                                | Qual. Euro 2024                                                        | -                                                                      | 84’                                                                    |
| 17-6-2023                                                              | Baku                                                                   | Azerbaigian                                                            | 1 – 1                                                                  | Estonia                                                                | Qual. Euro 2024                                                        | -                                                                      | 57’                                                                    |
| 20-6-2023                                                              | Tallinn                                                                | Estonia                                                                | 0 – 3                                                                  | Belgio                                                                 | Qual. Euro 2024                                                        | -                                                                      | 27’ 45’                                                                |
| 9-9-2023                                                               | Tallinn                                                                | Estonia                                                                | 0 – 5                                                                  | Svezia                                                                 | Qual. Euro 2024                                                        | -                                                                      | 46’                                                                    |
| 12-9-2023                                                              | Bruxelles                                                              | Belgio                                                                 | 5 – 0                                                                  | Estonia                                                                | Qual. Euro 2024                                                        | -                                                                      | 61’                                                                    |
| 17-10-2023                                                             | Tallinn                                                                | Estonia                                                                | 1 – 1                                                                  | Thailandia                                                             | Amichevole                                                             | -                                                                      | 46’                                                                    |
| Totale                                                                 |                                                                        | Presenze                                                               | 63                                                                     |                                                                        | Reti                                                                   | 1                                                                      |                                                                        |

## Palmarès

### Club

#### Competizioni nazionali
- Campionato polacco: 1

Legia Varsavia: 2013-2014
- Campionato estone: 2

Flora Tallinn: 2022, 2023

#### Competizioni internazionali
- Coppa della Livonia: 1

Flora Tallinn: 2023